# یورو (هندوراس)
یورو (به اسپانیایی: Yoro) یک منطقهٔ مسکونی در هندوراس است که در استان یورو واقع شده‌است. یورو ۲٬۲۷۷٫۲ کیلومتر مربع مساحت و ۸۹٬۹۹۶ نفر جمعیت دارد.